# Geopolitică și geoistorie
Geopolitică și geoistorie a fost o revistă românească de geopolitică, geoistorie, geografie politică și geografie istorică.
A apărut la București în anii 1940-1944.
Printre animatorii revistei s-au numărat Simion Mehedinți, Ion Conea, Anton Golopenția și alți geopoliticieni și geografi români.
Tot aici au fost publicate și traduceri din autori străini, în special germani.
http://dspace.bcucluj.ro/handle/123456789/68502 Revista de Geopolitică și geoistorie.